# Christmas Kisses (мініальбом)
Christmas Kisses — дебютний різдвяний запис і мініальбом американської співачки Аріани Ґранде. Він вийшов 13 грудня 2013 року в більшості країн і 17 грудня 2013 року в Сполучених Штатах як збірка з двох кавер-версій класичних різдвяних пісень і двох оригінальних пісень. 3 грудня 2014 року японське спеціальне видання було випущено на компакт-диску, а через два дні — для цифрового завантаження. Воно включало новий трек «Santa Tell Me», який вийшов 24 листопада 2014 року як п'ятий і останній сингл з мініальбому.
Альбом досяг двадцять п'ятого місця в чарті Oricon. Всього було продано 68 871 копій альбому в США та понад 405 000 копій в усьому світі.

## Фон і випуск
6 листопада 2013 року Ґранде оголосила у Twitter, що щотижня до Різдва буде випускати нову музику, починаючи з кавер-версії відомої пісні гурту Wham! «Last Christmas»:
|  | Я випускатиму нову музику на Різдво: нова пісня щотижня, як зворотний відлік до свят, починаючи з 19 листопада. Безмежно рада поділитися ними з вами! Перша пісня #LastChristmas виходить 19 листопада. Будуть не лише кавери, але й оригінальні пісні! Сподіваюся, вам сподобається музика. |

«Last Christmas» вийшов як провідний сингл. Він отримав позитивні відгуки та був схвалений критиками. В останній тиждень листопада Ґранде випустила оригінальну різдвяну пісню під назвою «Love Is Everything». Тоді ж стало відомо, що співачка випустить мініальбом Christmas Kisses пізніше того ж місяця. У перший тиждень грудня Аріана випустила ще одну оригінальну різдвяну пісню «Snow in California», а пізніше за нею послідувала кавер-версія класичної пісні 1953 року «Santa Baby», над якою працювала також Елізабет Ґілліс, колишня партнерка Ґранде по серіалу «Вікторія-переможниця».
У листопаді 2014 року співачка оголосила, що випустить спеціальне видання мініальбому суто в Японії. Воно включало новий трек «Santa Tell Me», випущений як сингл 24 листопада 2014 року. Композиція посіла сімнадцяте місце в Billboard Hot 100 США та одинадцяте місце в чарті синглів Великобританії. 5 грудня японське спеціальне видання було випущено на японському iTunes. Альбом досяг двадцять п'ятого місця в Oricon Albums Chart, ставши третім в кар'єрі співачки, якому вдалося досягти вершини цього чарту, після Yours Truly (2013) і My Everything (2014).

## Просування
Перед випуском свого різдвяного мініальбому, у Аріани було кілька виступів, зокрема на 87-му щорічному параді до Дня подяки Macу, на трансляції освітлення різдвяної ялинки в Рокфеллерівському центрі NBC у Нью-Йорку, KIIS-FM Jingle Ball у Стейплс-центрі та на заході Jingle Ball у Медісон-сквер-гарден у Нью-Йорку. Ґранде також співала на новорічному концерті Діка Кларка Rockin' Eve з Біг Шоном і Маком Міллером.

## Трек-лист
| Стандартна версія | Стандартна версія                        | Стандартна версія |
| #                 | Назва                                    | Тривалість        |
| ----------------- | ---------------------------------------- | ----------------- |
| 1.                | «Last Christmas»                         | 3:23              |
| 2.                | «Love Is Everything»                     | 3:33              |
| 3.                | «Snow in California»                     | 3:27              |
| 4.                | «Santa Baby» (за участю Елізабет Гілліс) | 2:51              |
| 13:15             |                                          |                   |

| Японська делюкс версія (бонусний трек) | Японська делюкс версія (бонусний трек) | Японська делюкс версія (бонусний трек) |
| #                                      | Назва                                  | Тривалість                             |
| -------------------------------------- | -------------------------------------- | -------------------------------------- |
| 5.                                     | «Santa Tell Me»                        | 3:24                                   |
| 16:39                                  |                                        |                                        |

## Чарти
| Чарт (2014—2023)                | Найвища позиція |
| ------------------------------- | --------------- |
| Японія Japanese Albums (Oricon) | 25              |
| New Zealand Albums (RMNZ)       | 30              |